# Taygete (vệ tinh)
Taygete /teɪˈɪdʒɪtiː/, còn được gọi là Jupiter XX là một vệ tinh dị hình chuyển động nghịch của sao Mộc. Nó được phát hiện bởi một nhóm các nhà thiên văn học từ Đại học Hawaii do Scott S. Sheppard cùng các cộng sự của ông. vào năm 2000, và được chỉ định tạm thời S/2000 J 9.
Taygete có đường kính khoảng 5 km, và có khoảng cách trung bình so với quỹ đạo của sao Mộc là 22.439.000 km trong 691,62 ngày, có độ nghiêng là 165° so với mặt phẳng hoàng đạo (163° so với xích đạo của sao Mộc), có hướng chuyển động ngược và với độ lệch tâm là 0,3678.
Nó được đặt tên vào tháng 10 năm 2002  theo tên của Taygete, một trong những người Pleiades, con gái của Titan Atlas và là mẹ của Lacesaemon bởi Zeus (Jupiter).
Vệ tinh này thuộc nhóm Carme, nhóm này được tạo thành từ các vệ tinh dị hình chuyển động nghịch hành quanh Sao Mộc ở khoảng cách giữa 23 và 24 Gm và ở độ nghiêng khoảng 165°.